# Gobionotothen marionensis
Gobionotothen marionensis är en fiskart som först beskrevs av Günther, 1880.  Gobionotothen marionensis ingår i släktet Gobionotothen och familjen Nototheniidae. Inga underarter finns listade i Catalogue of Life.